# Ansamycyny
Ansamycyny – grupa antybiotyków makrolidowych działających głównie przeciwko bakteriom Gram-dodatnim oraz czasem Gram-ujemnym. Są wytwarzane przez Streptomyces lub sztucznie.
Przedstawicielem tej grupy antybiotyków jest ryfamycyna B, antybiotyk o dużej aktywności, stanowiący podstawę wielu modyfikowanych pochodnych. Jest szczególnie aktywna w stosunku do paciorkowców G (+) i mykobakterii. Ponadto niektóre ansamycyny hamują wzrost pierwotniaków i wirusów.